# José Maria de Aguilar
José María de Aguilar va ser un jutge i polític català nascut a Lleida al segle xviii.
No sabem gran cosa de la seva vida. El 1821, durant el Trienni liberal, era jutge a Lleida i partidari dels liberals, fins al punt que el 1824, als inicis de la Dècada ominosa, va haver de superar un expedient de depuració. Se'l va considerar defensor del tron i de l'altar i se li va lliurar un certificat de bona conducta política, però va ser traslladat, i nomenat jutge d'Ocaña. El desembre de 1831 va ser nomenat alcalde de Reus, i va prendre possessió el gener de 1832. Una de les seves primeres preocupacions va ser reorganitzar l'ensenyament públic, i va nomenar una junta inspectora d'estudis que van organitzar per primera vegada a Reus exàmens públics, per valorar la qualitat dels professors i l'aplicació dels alumnes. La malaltia de Ferran VII el setembre de 1832 va provocar a Reus nous enfrontaments. El consistori municipal es va reunir el dia 27 i acordà fer rogatives per la recuperació del rei i per prendre mesures per evitar aldarulls. El mateix dia van ser detingudes 21 "persones de caràcter" quan passejaven, i van quedar a la presó municipal diversos dies sense saber perquè. El 28 d'octubre a les vuit del vespre els reialistes van agredir per la plaça del Mercadal els senyors a cops de garrot. El 29 van ferir a la tarda diversa gent, i els paisans van replicar matant un reialista. Pel novembre de 1832 va organitzar a Reus una gran festa per celebrar el decret d'amnistia als exiliats, amb gran concurrència dels reusencs. L'historiador Pere Anguera diu que fonts consulars franceses informen que els voluntaris reialistes es van sentir irritats per l'amnistia i es van dedicar a caçar i assassinar liberals. El 1833 seguint instruccions superiors, José María de Aguilar va donar ordre de dissolució del cos de voluntaris reialistes. Pel març d'aquell any va rebre al general Llauder, Capità General de Catalunya, que havia substituït al Comte d'Espanya en el càrrec. Llauder va ser rebut a Reus per l'alcalde, que va voler mostrar la seva actitud liberal i li va fer una gran acollida, fent sortir els gremis, que van ballar pels carrers de Reus les antigues danses gremials, reservades pels successos importants. Però no devia ser gaire fiable aquella conversió ideològica, ja que el mes de juny va ser destituït del càrrec d'alcalde, nomenant el govern de Madrid com a nova autoritat Josep Maria Montemayor, amb els càrrecs d'Alcalde Major, Jutge de vara, Subdelegat de Policia i Comandant de la Milícia. Aguilar va marxar de Reus aquell mateix any. Va morir en data desconeguda.